# Kamashastra
Kamashastra (Sanskrit कामशास्त्र kāmaśastra, von काम kāma, „Begierde“ und शास्त्र śāstra „Lehre, Lehrbuch“) umfasst in der indischen Literatur Lehrwerke über Erotik. 

## Einordnung
Texte des Kamashastra gehören zur Tradition von Arbeiten z. B. über
- Arthashastra (Politik)
- Dharmashastra (Sitte, Recht, Gesetz, Religion, Ethik und Moral)
- Jyotihshastra (Wissenschaft – Astronomie, Mathematik, Astrologie, Prophezeiung)
- Mantrashastra (religiöse oder mystische Silbe oder Gedicht)
- Natyashastra (Dramaturgie)
- Rasashastra (Mineralogie)
- Samudrikashastra (Physiognomie, Diagnose)
- Vaidyakashastra (Medizin – Gliedmaßen, Chirurgie, Dämonenlehre, Pädiatrie, Toxikologie, Heilmittel, Aphrodisiakum)
- Vastushastra (Architektur, Stadtplanung)

## Inhalt

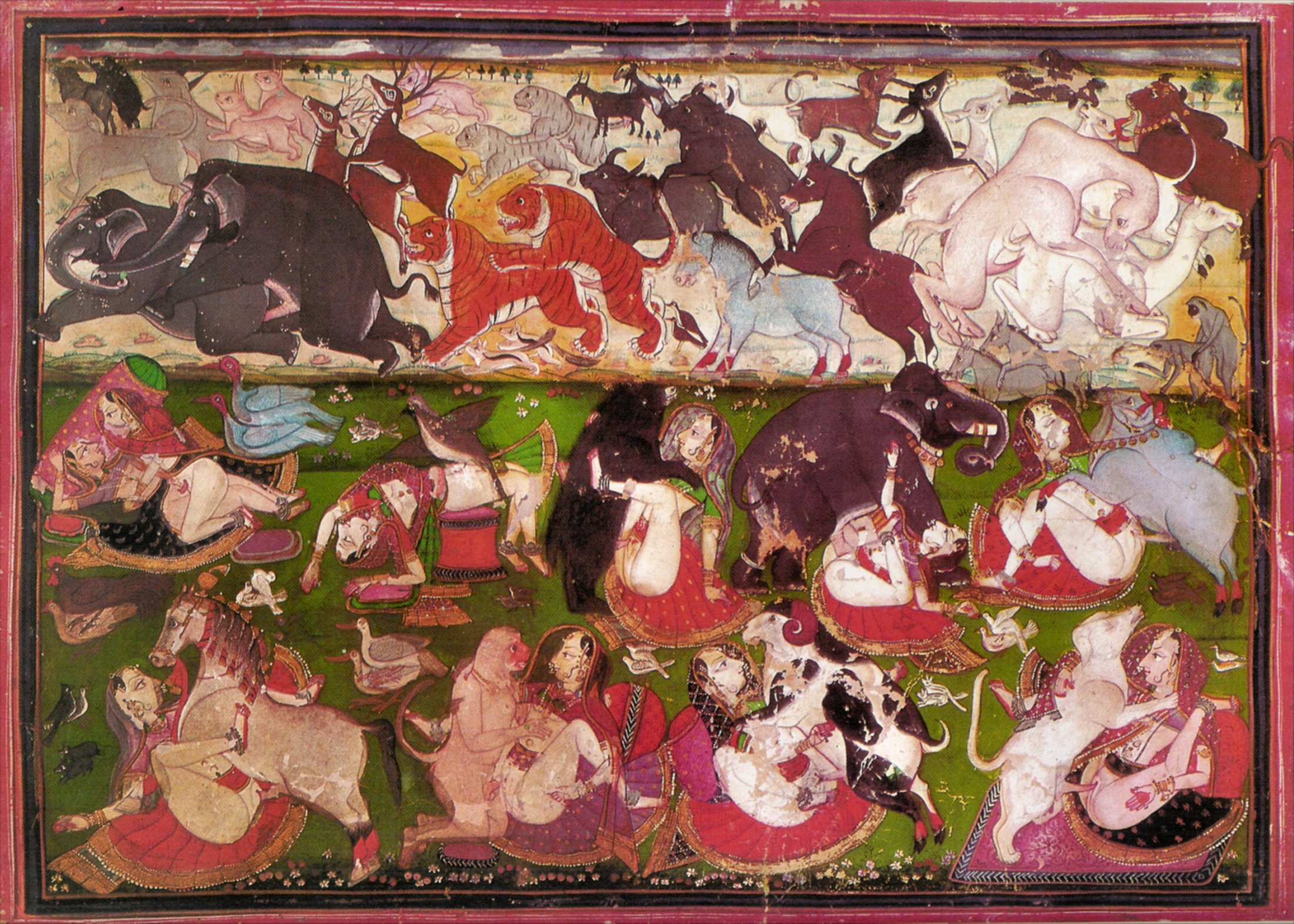
Eine schöne junge Frau als Liebhaberin aller Kreaturen

Während beispielsweise Arthashastra Könige und Minister über das Regieren anweist oder Dharmashastra persönliche Gewohnheiten, soziale und familiäre Bindungen, Fasten und Feste, religiöse Rituale, Gerechtigkeit und Moral und sogar die Regeln der persönlichen Hygiene und Essenszubereitung bestimmt, gibt Kamashastra dem Bürger (nāgarika) Anleitungen wie man sexuelle Beziehungen und sexuelles Vergnügen und Erfüllung erreicht. Im Hinduismus haben Religion, irdischer Besitz und Seelenheil den gleichen Stellenwert. Das Fehlen oder Vernachlässigen einer dieser Komponenten macht das menschliche Leben unvollständig. Vernachlässigt man beispielsweise die Erotik, wird die menschliche Gesellschaft leiden. Die Kamashastra-Werke behandeln die Erotik umfassend. Zum Beispiel werden Menschen in Bezug auf ihre sexuelle Neigungen und Fähigkeiten kategorisiert, beschrieben welche Klasse von Männern und Frauen kompatibel sind und daher befriedigende sexuelle Beziehungen eingehen können. Es werden unter anderem Sexualpraktiken, Arten des Sex, die Verführung, Erregung, Gestik, Berührungen, das Küssen, Vorspiel, Kurtisanen, medizinischen Behandlung für gesunden Sex, Empfängnis oder Ansprüche an das Schlafzimmer behandelt. Einige Werke wie das Kamasutra, Ratishastra oder Ratiramana gehen auch auf sozialen Themen der Liebe wie etwa das Eheleben ein.

## Etymologie
Im Sanskrit hat Kama (काम kāma) die allgemeine Bedeutung von Wunsch, Verlangen und Absicht in Bezug auf Vergnügen und (sexuelle) Liebe oder einem Liebes-Gefühl von Verbundenheit. Als Name bezieht sich das Wort auf Kama, dem hinduistischen Gott der Liebe. Shastra (शास्त्र śāstra) bezeichnet ganz allgemein eine Schrift, Lehre, Lehrbuch oder Anweisung.

## Kāvya Poesie
Das Wort Sutra (सूत्र sūtra) bedeutet „Faden“ oder „Kette“ und bezeichnet einen Lehrtext in Versform. Ein Sutra ist kurz und einprägsam und damit für die mündlichen Überlieferung geeignet. Die Aussagen sind oft so komprimiert, dass es einen Interpretationsraum gibt, in dem sich der Sinn der Information nicht unmittelbar erschließt. Kommentare zu einem Werk helfen daher die Originalarbeit zu interpretieren und zu verstehen. Abschriften von Texten galten wegen möglicher, sinnentfremdender Fehler bei der Reproduktion als unsicheres Verfahren für die Weitergabe von Wissen.

## Legende
Der Legende und Mythen nach sammelte Nandi (auch Nandikeshvara) der heilige Stier und Türhüter Shivas Informationen über sexuelle Praktiken. Er beobachtete Shiva und seine Frau Parvati 1000 Jahre bei ihren Liebesspielen und schrieb alles in ein Buch mit 1000 Kapiteln fest. Im 2. Jahrhundert v. Chr. soll Auddalaka Shvetaketu, Sohn von Uddalaka Aruni dieses Werk auf 500 Kapitel komprimiert und zusammengefasst haben. Unter dem Namen Babhravya Pancala (auch Vabhravya Pancala) soll ein Gelehrter (Acârya) und seine Schüler diese 500 Kapitel in 150 Kapitel und sieben Abschnitte, Sadharana (Allgemein), Samprayogika (Sex, Liebeskunst), Kanyasamprayuktaka (Vereinigung mit Jungfrauen, Werbung), Bharyadhikarika (von den Pflichten einer Frau, Ehe), Paraarika (von außerehelichen Beziehungen mit verheirateten Frauen), Vaisika (von Kurtisanen) und Oupanisadika (geheime Hilfsmittel) enzyklopädiert haben. Diese sieben Themen sollen anschließend von den Autoren Carayana (Sadharana), Suvarnanabha (Samprayogika), Ghotakamukha Kanyasamprayuktaka (Kanyasamprayuktaka), Gonardiya (Bharyadhikarika), Gonikaputra (Paradarika) und Kucumara (Oupanisadika) in sieben unabhängigen Werken behandelt worden sein. Der Autor Dattaka soll das sechste Thema Vaisika auf eine Anfrage von Kurtisanen der Stadt Pataliputra behandelt haben. Diese Werke sind nicht überliefert.

## Kamashastra-Werke
Das älteste überlieferte Kamashastra-Werk in der indischen Tradition von Sex, Liebe und den damit verwandten sozialen Themen ist das Kamasutra von Vatsyayana. In diesem Buch werden die sieben Themen des Babhravya Pancala behandelt. Nach Vatsyayana wurden Kamashastra-Werke von weiteren Autoren geschrieben. Einige dieser Werke kommentieren das Kamasutra, während andere Texte neue Werke über die Erotik sind, die von nachfolgenden Autoren ebenfalls kommentiert wurden. Kommentare zum Kamasutra sind z. B. das Jayamangala oder das Kuttanimata. Neue Werke sind z. B. das Ratirahasya oder das Ananga Ranga. Kommentare zum Ratirahasya sind z. B. das Panchashayaka, das Ratiratnapradipika oder das Ananga Ranga. Einige dieser Werke sind als Palmblatt-Manuskripte z. B. in der Bibliothek der Universität von Dhaka sowie dem Oriental Research Institute in Mysuru erhalten und einige wurden teilweise oder vollständig in andere Sprachen übersetzt und publiziert.
| Werk                                                                                          | Bedeutung                                         | Autor                                                                                           | Umfang | Kommentar/Darstellung des              | Jahrhundert |
| --------------------------------------------------------------------------------------------- | ------------------------------------------------- | ----------------------------------------------------------------------------------------------- | --- | -------------------------------------- | ----------- |
|                                                                                               |                                                   | Malladeva                                                                                       | | Kamasutra                              |             |
| Ananga Ranga (auch Anunga Runga oder Kamaledhiplava)                                          | Bühne der Liebe                                   | König Kalyanmalla                                                                               | 10 Kapitel | Ratirahasya                            | 15./16.     |
| Anangasekhara                                                                                 | Das Diadem des Liebesgottes                       |                                                                                                 | |                                        |             |
| Babhravyakarika                                                                               |                                                   | Babhravya                                                                                       | |                                        |             |
| Janavashya                                                                                    |                                                   | König Kallarasa von Karnataka                                                                   | | Ratirahasya                            | 15.         |
| Jaya                                                                                          |                                                   | Devadatta Shâstrî                                                                               | | Kamasutra (Hindi)                      | 20.         |
| Jayamangala (auch Sutrabashya)                                                                |                                                   | Yashodhara Indrapada                                                                            | | Kamasutra                              | 13.         |
| Kadambarasvikaranakarika                                                                      |                                                   | Bharata                                                                                         | |                                        |             |
| Kadambarasvikaranasutram                                                                      |                                                   | Pururava                                                                                        | |                                        |             |
| Kamapradipa                                                                                   | Die Leuchte des Liebesgottes                      | Gunakara                                                                                        | |                                        |             |
| Kamapravodha                                                                                  |                                                   | Vyasajanardan                                                                                   | | Ananga Ranga                           | 17.         |
| Kamasamuha                                                                                    |                                                   | Ananta                                                                                          | | Kamasutra                              | 15.         |
| Kamasutra                                                                                     | Verse des Verlangens                              | Mallanaga Vatsyayana                                                                            | 36 Kapitel |                                        | 3./4.       |
| Kamatantrakavyam                                                                              |                                                   | Suryavarya                                                                                      | |                                        |             |
| Kandarpacudamani                                                                              | Diadem des Liebesgottes                           | König Virabhadra (auch Virabhadradeva)                                                          | | Kamasutra                              | 16.         |
| Kuttînimata (auch Kuttanimata)                                                                |                                                   | Kashmiri-Dichter Damodara Gupta                                                                 | | Kamasutra                              | 8.          |
| Madanarnava                                                                                   | Der Wogenschwall des Liebesgottes                 | unbekannter Autor                                                                               | |                                        |             |
| Manasollasa (auch Abhilashitartha Chintâmani, Abhilashitachintamani, Abhilasitarthacintamani) | Glückliche Gemütsverfassung, Geistige Erfrischung | König Bhulokamalla Someshvara oder Somadeva III der Châlukya Dynastie von Kalyâni               | Fünf Bücher mit je 20 Kapitel; ein Kamashastra Kapitel, das Yoshidupabhoga (oder Yosidupabhoga) (Genuss von Frauen). |                                        | 12.         |
| Nagarasarvasva (auch Nagarsarvasva)                                                           |                                                   | Bhikshu Padmashrî (auch Padmasri, Padmashrijnana)                                               | 38 Kapitel | Kama Sutra (buddhistisch), Ratirahasya | 10./11.     |
| Narmakelikautukasamvadah                                                                      |                                                   | Dandi                                                                                           | |                                        |             |
| Panchashâyaka (auch Pancasayaka, Panchasakya, Panchsayaka, Panchashayaka)                     | Fünf Pfeile (des Liebes Gottes)                   | Maithila Jyotrishvara Kavishekhara (auch Jyotirîshvara, Jyotirisha, Jyotirishvar, Jyotirisvara) | 5 Kapitel, 600 Verse                                                                                                 | Ratirahasya                            | 13./14.     |
| Paururavasamanasijasutram                                                                     |                                                   | Jayakrshnadikshita                                                                              | |                                        |             |
| Praudhapriya (auch Vatsyayana sutra vrtti)                                                    |                                                   | Bhaskara Nrisimha (oder Narasimha)                                                              | | Kamasutra                              | 18.         |
| Rasamanjari (auch Rasmanjari)                                                                 | Knospe der Liebe                                  | Bhânudatta Misîra (Provinz Tirhoot, Sohn des Dichter-Brahmanen Ganeshwar)                       | 3 Kapitel |                                        | 17.         |
| Ratikallolini                                                                                 | Fluss der Liebe                                   | Dikshita Samaraja                                                                               | |                                        | 18./19.     |
| Ratimanjari                                                                                   | Blumenstrauß der Liebeslust                       | Jayadeva (auch Jaydev)                                                                          | 125 Verse | Smaradîpika                            | 15./16.     |
| Ratirahasya (auch Koka Shastra)                                                               | Geheimnisse der Liebe                             | Kokkoka                                                                                         | 800 Verse, 15 Abschnitte                                                                                             |                                        | 12./13.     |
| Ratirahasyavyakhya                                                                            | Ramacandrasuri                                    |                                                                                                 | | Ratirahasya                            |             |
| Ratiramana                                                                                    | Freuden der ehelichen Liebe                       | Siddha Nāgārjuna                                                                                | 527 Verse, 11 Abschnitte, 1 Addendum                                                                                 |                                        | 17.         |
| Ratiratnapradipika                                                                            | Erklärung der Kleinodien der Liebe                | Praudha Devarâja, Maharadscha von Vijayanagar oder Immadi Paudhadevaray                         | 485 Verse, 7 Kapitel                                                                                                 | Ratirahasya                            | 15.         |
| Ratisara                                                                                      | Due Quintessenz der Liebeslust                    |                                                                                                 | |                                        |             |
| Ratishastram                                                                                  |                                                   | Nagarjuna                                                                                       | |                                        |             |
| Ratishastra                                                                                   | Gattenliebe                                       | unbekannter Autor                                                                               | 272 Verse |                                        | 16.         |
| Samayamatrka                                                                                  |                                                   | Ksemendra                                                                                       | | Kamasutra                              | 12.         |
| Shringararasaprabandhadîpika (auch Ratirahasyavyakhya)                                        | Die Leuchte für die verschiedenen Arten von Liebe | Kumara Harihara                                                                                 | |                                        |             |
| Shrngaradipika                                                                                |                                                   | Harihar                                                                                         | |                                        |             |
| Smaradipika (auch Katsyamahadeva, Kadra)                                                      | Licht der Liebe                                   | Minanatha (auch Kadra, Rudra, Garga)                                                            | 175 Verse | Ratirahasya                            | 14./15.     |
| Smarapradipika                                                                                | Illustrationen der Liebe                          | Gunâkara, Sohn von Vachaspati                                                                   | 400 Verse |                                        |             |
| Smaratattvaprakasika                                                                          | Die Beleuchtung des Wesens der Liebe              | Revanaradhya                                                                                    | |                                        |             |
| Sringarshataka                                                                                |                                                   | König Bhartrihari                                                                               | 100 Verse |                                        | 7.          |
| Srngaramanjari                                                                                | Das Bouquet der sexuellen Vergnügungen            | Saint Akbar Shah                                                                                | |                                        |             |
| Sûtravritti                                                                                   |                                                   | Naringha Shastri                                                                                | | Kamasutra                              | 18.         |
| Vatsyayanasutrasara                                                                           | Die Quintessenz der Lehrsätze des Vatsyayana      | Ksemendra                                                                                       | | Kamasutra                              | 11.         |

| Werk                | Bedeutung                                       | Autor                                        | Umfang | Bemerkung                                               | Jahrhundert |
| ------------------- | ----------------------------------------------- | -------------------------------------------- | ------ | ------------------------------------------------------- | ----------- |
| Anangadipika        | Die Leute des Liebesgottes                      |                                              |        |                                                         |             |
| Anangatilaka        | Das Schönpflästerchen des Liebesgottes          |                                              |        |                                                         |             |
| Astanayikadarpana   | Der Spiegel der acht (Arten der) Liebhaberinnen | Bhagavatkavi                                 |        | Rhetorisches Werk                                       |             |
| Isvarakamita        | Das Liebesleben großer Herren                   |                                              |        | Interpretation des gleichnamigen Paragraph im Kamasutra |             |
| Kalasastra          | Das Lehrbuch von den Künsten                    | Sarasvati                                    |        |                                                         |             |
| Kalavadatantra      | Das Lehrbuch von der Theorie der Künste         |                                              |        |                                                         |             |
| Kamaprabodha        | Das Erwachen des Liebesgottes                   | Vyasya Janardana                             |        | bezeichnet 2 verschiedene Werke                         |             |
| Kamaratna           | Die Perle des Liebesgottes                      | Nityanatha                                   |        |                                                         |             |
| Kamasamuha          |                                                 | Ananta                                       |        |                                                         | 15.         |
| Kandarpacudamani    | Das Stirnjuwel des Liebesgottes                 | Virabhadradeva                               |        | Umwandlung des Kamasutra in Arya-Strophen               |             |
| Kautukamanjari      | Die Wunderknospe                                | unbekannter Autor                            |        | Beschreibt das Verhalten einer Neuvermählten            |             |
| Madanasamjivani     | Die Beleberin des Liebesgottes                  |                                              |        |                                                         |             |
| Manoramakucamardana | Das Drücken der Brüste der Schönen              | unbekannter Autor                            |        | Rhetorisches Werk                                       |             |
| Padyamuktavali      | Perlenschnur in Versen                          | Ghasirama                                    |        | Rhetorisches Werk                                       | 17.         |
| Rasacandrika        | Der Mondschein der Affekte                      | Visvesvara                                   |        |                                                         |             |
| Ratirahasyadipika   |                                                 | Kancinatha                                   |        |                                                         |             |
| Ratirahasyatika     |                                                 |                                              |        |                                                         |             |
| Ratisarvasva        | Die Gesamtheit der Liebeslust                   |                                              |        |                                                         |             |
| Smarakamadipika     | Die Leuchte des kämpfenden Liebesgottes         | Visnvangiras (auch Visnvangira, Visnvangera) |        |                                                         |             |
| Srngarasarini       | Der Liebesstrom                                 | Citradhara; Trilokanatha Jha                 |        |                                                         |             |
| Strivilasa          | Das Scherzen der Frauen                         | Desvesvara                                   |        |                                                         |             |